# Вето у Савету безбедности Уједињених нација
Право вета у Савету безбедности Организације уједињених нација има пет сталних чланица Савета безбедности, које им омогућава да спрече усвајање било које резолуције.
Сваки члан Савета безбедности има само један глас. Одлуке по процедуралним питањима се доносе потврдним гласом деветорице чланова, а одлуке по мериторним питањима потврдним гласом деветорице, али укључујући ту и гласове сталних чланица што значи да вето било којег члана може да спречи доношење одлуке.
Право вета је контроверзно. Подржаваоци га сматрају промотером међународне стабилности, чеком против војних интервенција и критичним браником против доминације једне велике силе (нпр. Сједињених Америчких Држава). Критичари кажу да је вето најнедемократскији елемент у Организацији уједињених нација, као и главни разлог нереаговања на ратне злочине и злочине против човечности, пошто ефективно спречава акције ОУН против сталних чланица и њихових савезника.
Од оснивања Организације уједињених нација, СССР односно Русија, употребила је највише пута право вета (124), Сједињене Америчке Државе 82, Велика Британија 32, Француска 18 и Кина 6 пута. СССР је највише посезао правом вета за време Хладног рата, па су чак и његови најпознатији министри спољних послова Вјачеслав Молотов и Андреј Громико били добили надимке Господин вето и Господин њет. Током Корејског рата представник СССР није присуствовао седницама Савета безбедности што се сматрало улагањем вета, па да би се то избегло изгласана је Резолуција Уједињени за мир. СССР је такође захтевао и да све бивше совјетске републике имају засебне столице, чему се САД противио. САД су углавном улагале вето бранећи Израел и на одлуке којима се осуђивало понашање израелских војника и критиковала политика Израела. Француска је употребила вето у случају независности Коморских острва и отцепљења острва Мајот. Такође ветирала је резолуцију из 2003. године о интервенцији на Ирак.